# NGC 6373
NGC 6373 este o galaxie spirală barată situată în constelația Dragonul. A fost descoperită în 13 iunie 1885 de către Lewis A. Swift. Se află la o distanță de 52 de megaparseci de Pământ.